# Teleki Ilona (bankár)
Széki gróf Teleki Ilona Mária, Ilona DeVito di Porriasa (Kolozsvár, 1939. április 23. – New York, USA, 2013. április 15.) bankár.

## Életrajza
1939-ben Erdélyben született, de a romániai kommunista rezsim elől az Amerikai Egyesült Államokba emigrált, ahol később a Merrill Lynch bankház elemzője, ahonnan 2005-ben vonult nyugdíjba.
Teleki Ilona édesapja, széki gróf Teleki Béla erdélyi képviselő volt a magyar parlamentben, édesanyja Anna Benz von Albkron, apjának unokatestvére pedig Teleki Pál 1920-21 és 1939-41 közti Magyarország miniszterelnök. A második világháború végére Erdély és Románia szovjet megszállás alá került, a családot megfosztották birtokaitól, Ilona pedig később egy cipőgyárban talált munkát.
Édesapja kivándorolt az USA-ba, végül a román hatóságokkal megállapodott abban, hogy a családját is viheti magával. Ilona nem beszélt angolul. Eleinte egy harisnyagyárban helyezkedett el, később pedig mint gyorsírót alkalmazták egy pénzügyi cégnél.
Hamarosan a Wall Streeten lett piacelemző, ahová saját erőből küzdötte fel magát, bárminemű előképzettség nélkül. Elsajátította a piac működését és a befektetési ajánlásokat. Az 1970-es években a Merrill Lynch bankház munkatársa lett, itt nagy népszerűségnek örvendett, mivel gyorsan és kiválóan tudott fejben számolni, valamint előrejelzéseket készíteni.
1975. október 2-án New Yorkban kötött házasságot Lino DeVito di Porriasával, egy olaszországi nemesi család sarjával. Férje 2008-ban halt meg. Ilonánál ezt megelőzően röviddel diagnosztizálták az orvosok a rákot, 2013-ban hunyt el.